# 大博通り

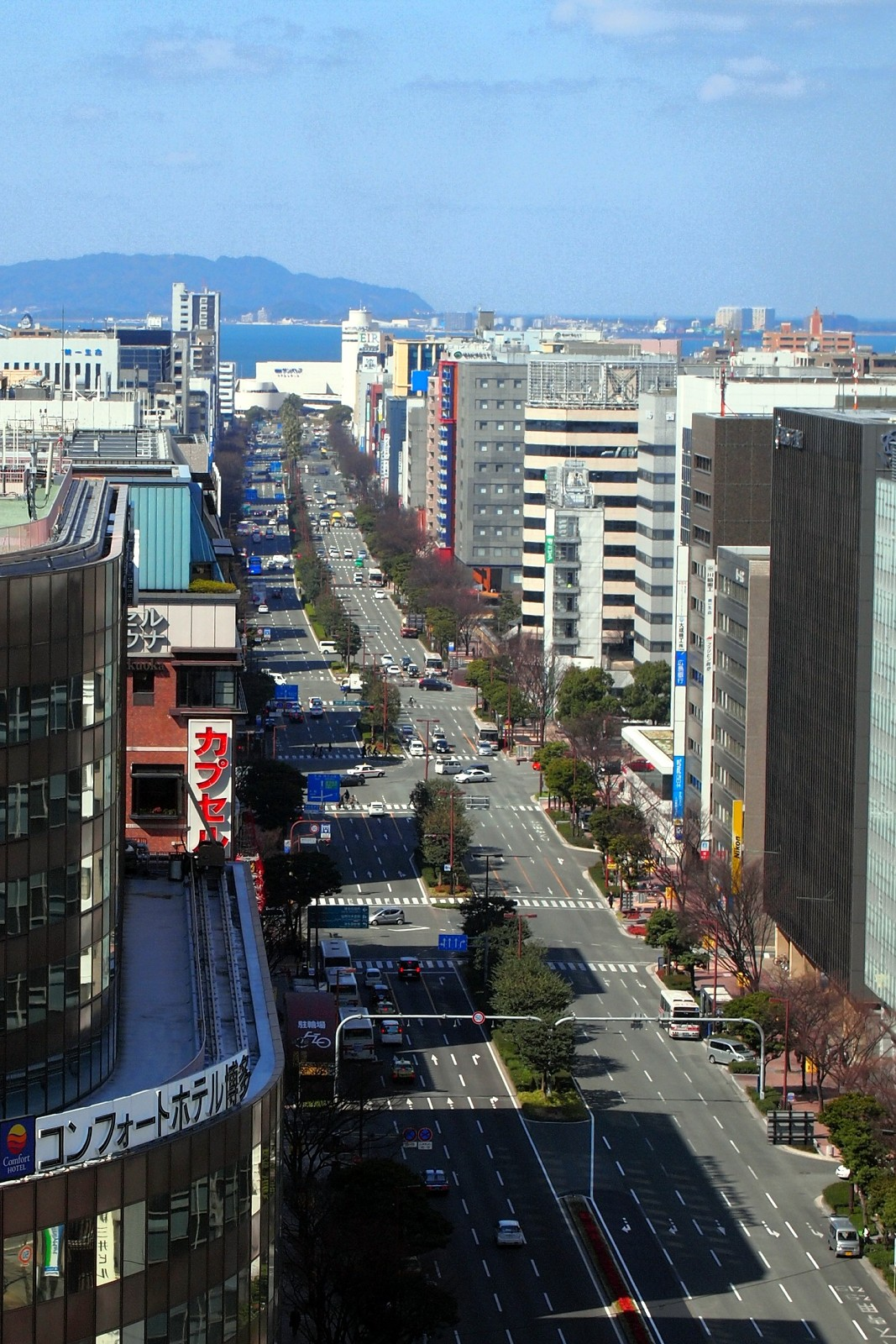
博多駅側から見た大博通り

大博通り（たいはくどおり）は、福岡県福岡市博多区を通る福岡県道43号博多停車場線および福岡県道44号博多港線のうち、博多駅（バスターミナル前）交差点から福岡サンパレス前までの総延長約1.8キロメートルの区間に付けられた愛称。福岡市道路愛称のひとつ。
博多駅と博多港（博多埠頭、中央埠頭）をほぼ一直線に結んでいる。車線は8車線（片側4車線）で、福岡市内の道路でも特に広い。呉服町交差点より福岡サンパレス側の中央分離帯にはヤシが植樹されている。

## 名前の由来
歴史のある博多の町の大通りということから、1969年の福岡市制施行80周年を記念した道路愛称事業により制定された。1587年（天正15年）、戦火で荒廃した博多の町を復興するため豊臣秀吉による区画整理事業「太閤町割」の端緒として、最初に縄張りがなされた一小路（いちしょうじ、転じて市小路）が拡張され現在の大博通りとなった。

## 主な接続路線

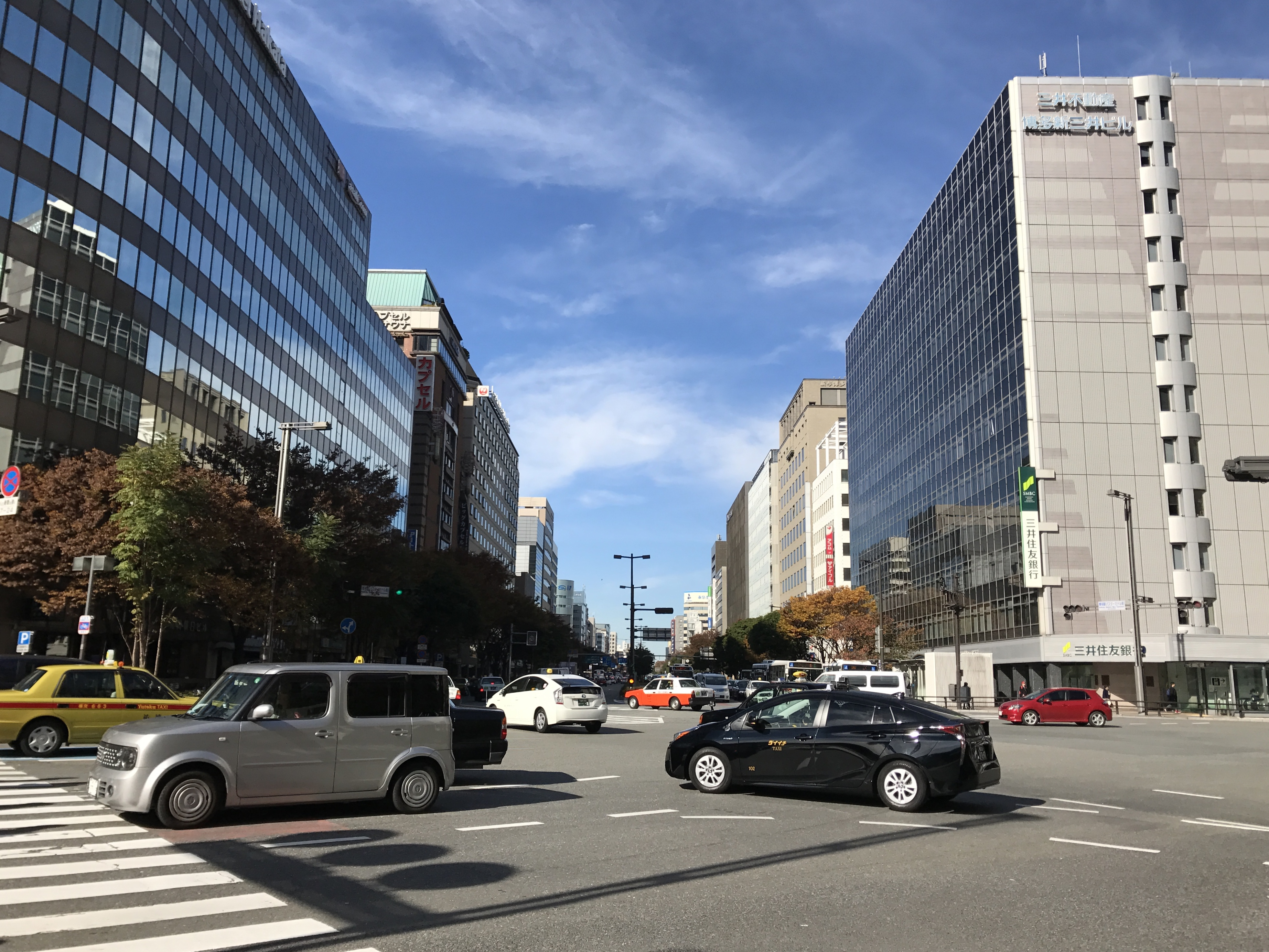
博多駅前より望む大博通り

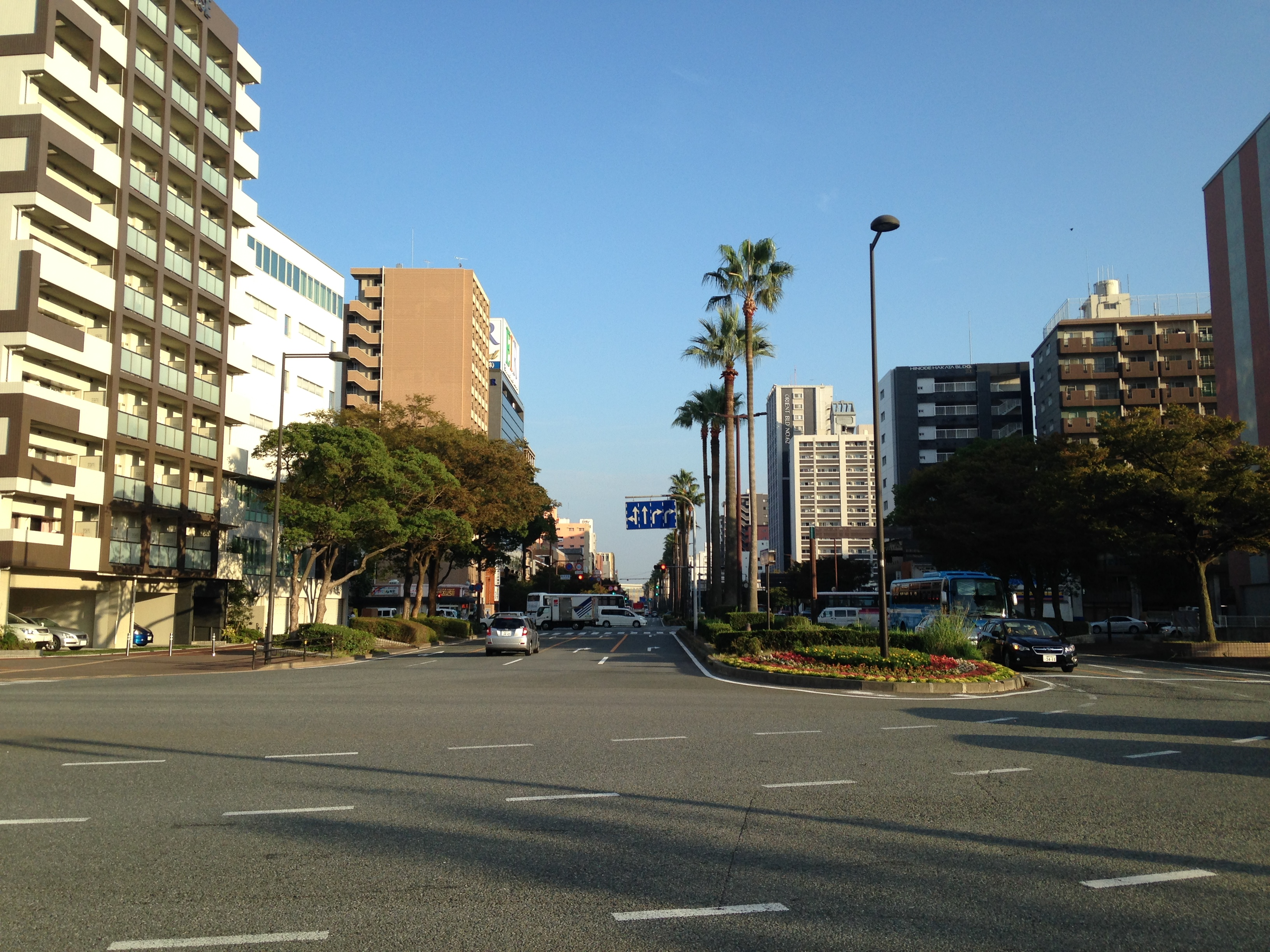
福岡サンパレス前より望む大博通り

| 交差道路 北東←〈大博通り〉→南西           | 交差道路 北東←〈大博通り〉→南西           | 交差場所                   | 路線番号 |
| ----------------------------------------- | ----------------------------------------- | -------------------------- | -------- |
| 〈空港通り〉 市道博多駅前線               | 〈空港通り〉 市道博多駅前線               | 博多駅（バスターミナル前） | 県道43号 |
| 〈住吉通り〉 市道博多駅前線               |                                           | 博多駅（バスターミナル前） | 県道43号 |
| 〈国体道路〉 国道202号、市道堅粕西新1号線 | 〈国体道路〉 国道202号、市道堅粕西新1号線 | 祇園町                     | 県道43号 |
| 〈明治通り〉 市道千代今宿線               | 〈明治通り〉 市道千代今宿線               | 呉服町                     | 県道43号 |
| 〈明治通り〉 市道千代今宿線               | 〈明治通り〉 市道千代今宿線               | 呉服町                     | 県道44号 |
| 〈昭和通り〉 市道博多姪浜線               | 〈昭和通り〉 市道博多姪浜線               | 蔵本                       |          |
| 〈那の津通り〉 県道602号後野福岡線        | 〈那の津通り〉 県道602号後野福岡線        | 築港本町                   |          |
| 福岡サンパレス・福岡国際センター方面      |                                           |                            |          |

## 周辺

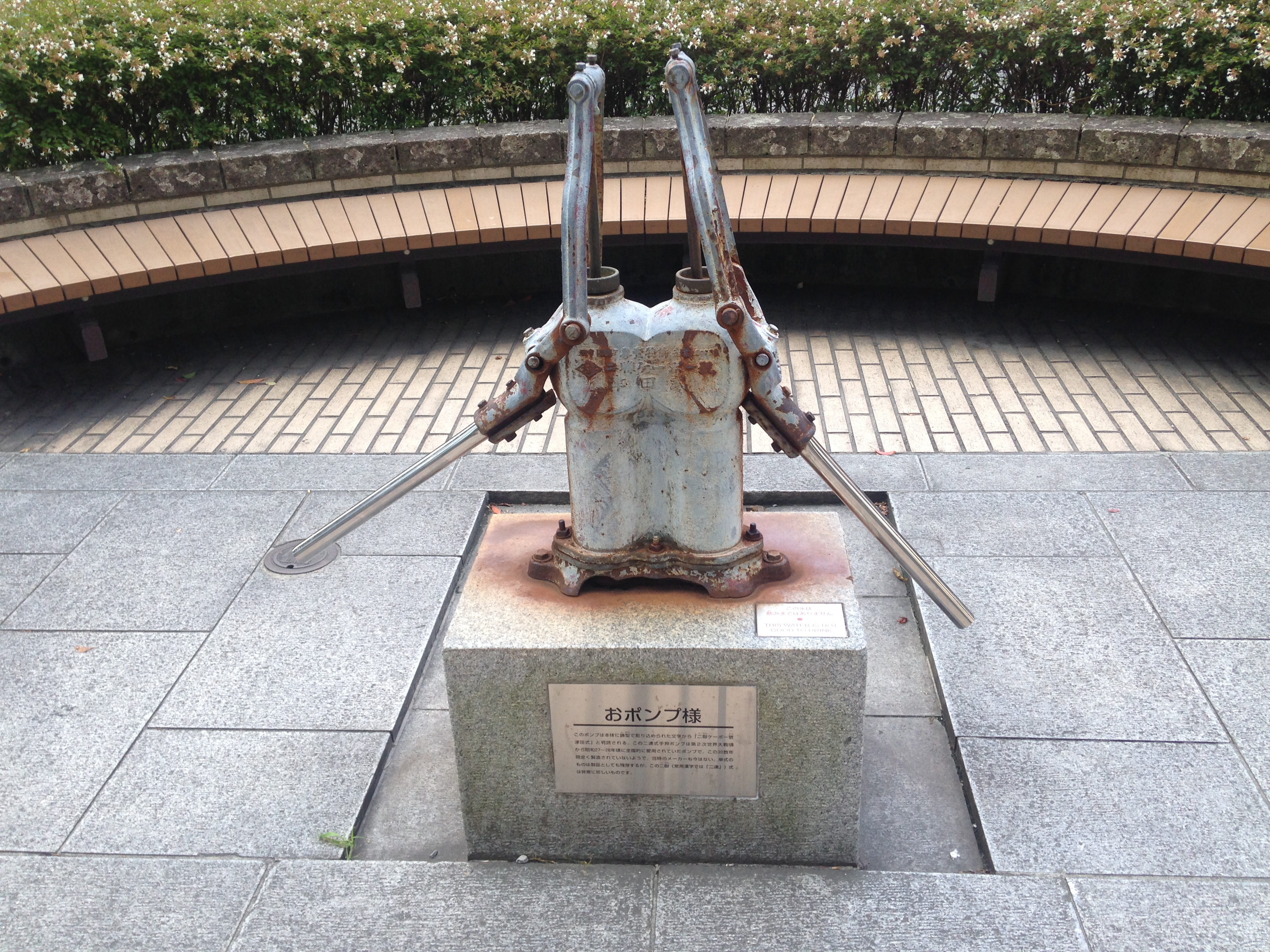
歩道にある「おポンプ様」

- 博多駅
- 博多バスターミナル
- 福岡朝日ビル
  - 朝日新聞西部本社福岡本部
  - 日刊スポーツ新聞西日本西部本社
  - コンフォートホテル博多
- ホテル日航福岡
- 西日本シティ銀行福岡支店
- 祇園駅
- 呉服町ビジネスセンター
- 呉服町駅
- 福岡市立博多小学校
- 原三信病院
- 福岡サンパレス
- 福岡国際センター
- 福岡国際会議場
- 博多遺跡群